# Seminario patriarcale di Venezia
Il Seminario patriarcale di Venezia è l'istituzione della diocesi di Venezia in cui vengono formati i futuri presbiteri per il servizio pastorale della stessa diocesi. La comunità seminariale nasce all'indomani del Concilio di Trento per volontà del patriarca Giovanni Trevisan (1559-1590), ma nei secoli cambiò molte sedi. Nel 1817 si stabilì nell'attuale sede della Salute, provenendo dall'isola di Murano.
Oggi il Seminario patriarcale risiede in questo luogo come presenza bicentenaria che garantisce una certa continuità. Il Seminario, infatti, è erede di un patrimonio di arte e di fede che nei secoli si è accumulato e reso visibile nel complesso monumentale della Salute nell'isola della Trinità.

## Storia

### Il priorato dei Teutonici e la scuola della Trinità: dalla famiglia Lippomanno ai padri Somaschi (secc. XIII e XIV)
L'area in cui sorge in Priorato, isola della Dogana, all'estremità di Dorsoduro, apparteneva all'ordine Teutonico fin dall'ottobre del 1208, anno in cui il Doge Pietro Ziani la diede in dono a “Oradino priore”, punto strategico per chi partiva o ritornava dalla Terrasanta. Questo spiega come mai l'ordine dei Teutonici fosse già a Venezia nel 1221, quando vi fu celebrato il capitolo generale che elesse il gran maestro. Nel 1258 intervenne il Doge Raniero Zen (anno sesto del suo dogato) che fece costruire il monastero per sdebitarsi dell'aiuto ricevuto in precedenza dall'ordine dei cavalieri per la guerra contro i Genovesi per il controllo del fondaco in Terrasanta. Nel 1298 il maestro generale Conrado de Feuchtwangen trasferì la sede dei Teutonici a Venezia, dopo una rovinosa battaglia che fece perdere la loro roccaforte ad Acri. Vi rimase fino al 1309, quando fu trasferita in Prussia a Marienburg. Nello stesso periodo, a causa della sua politica filopapale, non vista di buon occhio dalla Serenissima che subì la scomunica per la guerra contro Ferrara (1308-1309), l'ordine dei Teutonici divenne un semplice "priorato provinciale".

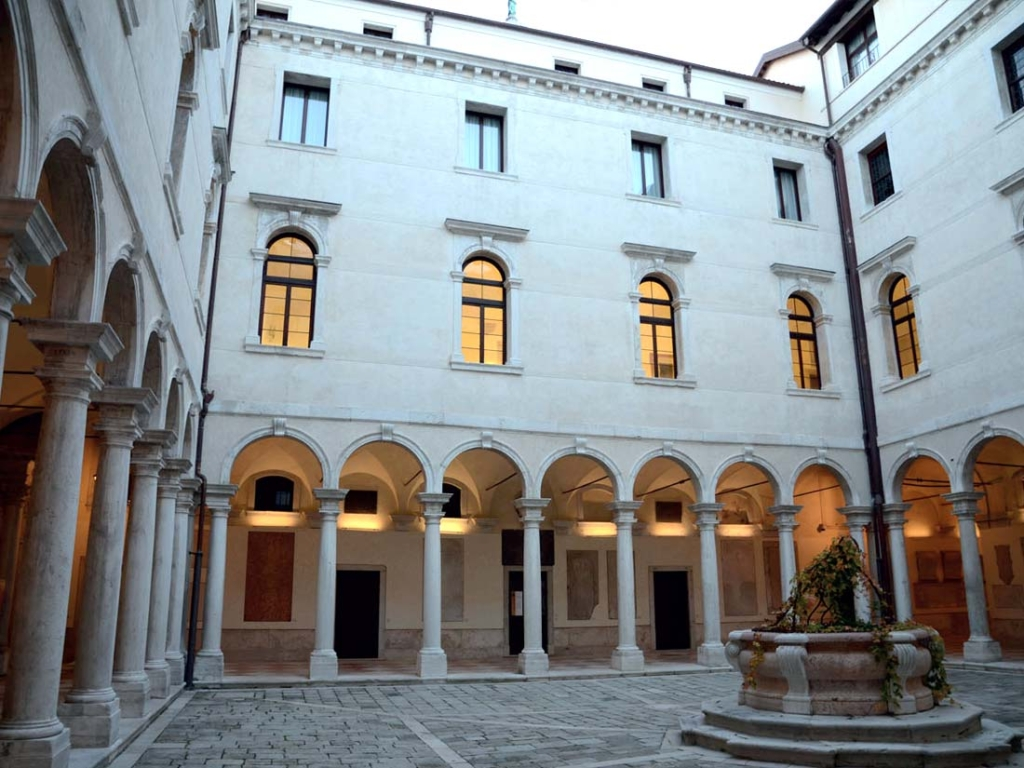
Chiostro interno del Seminario patriarcale di Venezia

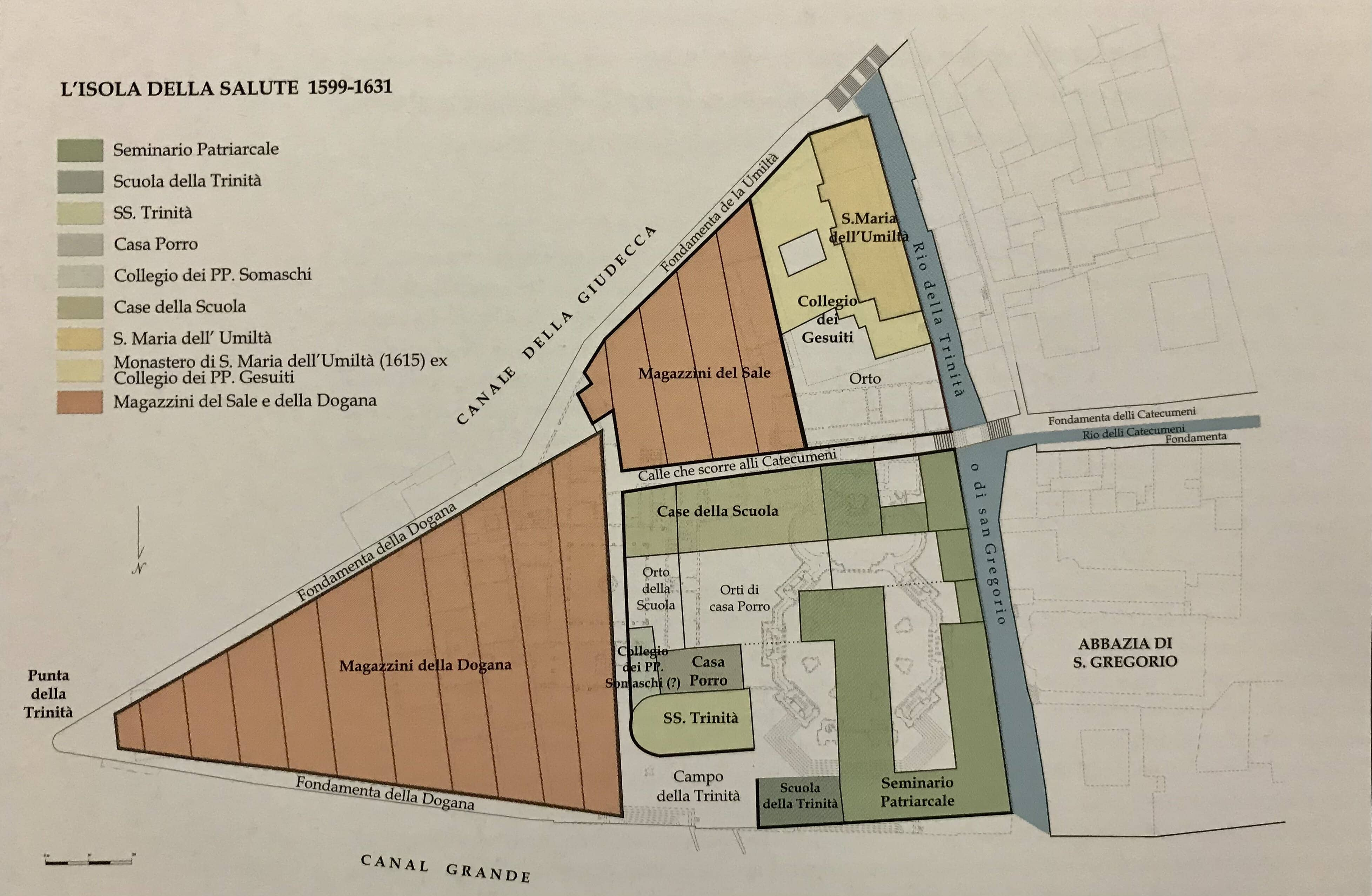
L'Isola della Salute tra il 1599 e il 1631: ipotesi restitutiva

In seguito il convento teutonico si avviò verso il declino, ma la chiesa della Trinità continuò a riscuotere successo ed essere meta di pellegrinaggio.

### La fondazione della Scuola S.S Trinità (sec. XV)
In forza delle continue richieste di indulgenze, il 13 novembre 1418 alcuni fedeli chiesero al Consiglio dei Dieci di poter fondare nella chiesa della Trinità una confraternita dallo stesso nome. I richiedenti erano Nicola De Rubeis (de Rossi), Giovanni Vianello e suo figlio Pietro, Benedetto e Francesco Gibelino, Assolone dalla Fornace, Nicola detto Rizzo fabbro, Nicola del fu Domenico pittore, Simone incisore, Giovanni Stella Lanario e "altri"; nel 1419 ottennero la licenza e l'anno successivo l'ordine Teutonico ricevette i confratelli nella loro chiesa. La mariegola o Regola Madre, statuto dei diritti e dei doveri dell'aggregato, venne istituita il 1º gennaio del 1419; i confratelli non davano limitazioni agli iscritti, ma le davano al numero dei sacerdoti (non più di una trentina) e ai nobili (non più di un centinaio) a patto che fossero fuori da persecuzioni e paganti un ducato d'oro (le donne solo mezzo). Sempre verso i nobili spettava il pagamento di un'elemosina fissa di venti soldi all'anno per la tassa sull'affitto dell'illuminazione ("luminaria"). I membri si impegnavano a pregare per ogni defunto tre "Pater-Ave" e a partecipare a messa solenne e processione ogni terza domenica del mese con i ministranti all’ambone dell’epistola e del vangelo, con candele accese e alzate nel momento dell'eucarestia. Inoltre la confraternita sosteneva i più poveri al suo interno e per le "lumiere" veniva concesso a ognuno "pan e candela", invece il priore riceveva "due pani" per la sua ospitalità. Un anno più tardi, il 13 febbraio, furono stipulati gli accordi tra l'ordine Teutonico e la confraternita per la concessione di un’area dove edificare la propria sede, in cambio i frati avrebbero cantato l'ufficio della vigilia fino al vespero della festa della Santa Trinità. La scuola attirò a sé, ben presto, la stima sia dei fedeli sia delle gerarchie ecclesiastiche e, per questo, ricevette diverse reliquie, andando ad alimentare la devozione ai santi e acquisendo sempre più il prestigio delle istituzioni. Al contempo, crebbero anche i beni posseduti della scuola, tant'è che, nel 1441, essa subì un clamoroso furto, per il quale due ladri vennero "impiccati honorevolmente".
Nel 1493, dato l'accresciuto numero di fedeli, fu acquistata la zona congiunta all’orto del monastero per edificare cinque case da cui ricavare dieci abitazioni per i bisognosi della scuola. Gli aiuti che venivano forniti prevedevano anche elemosine per venti soldi a sei uomini e sei donne e una fornitura annuale di sei doti matrimoniali da dieci ducati l’una a giovani figlie o sorelle di iscritti; tali doti (grazie) andavano richieste tramite apposita domanda e, nel 1501, la scuola ne regolò ulteriormente la concessione imponendo di sposarsi entro i due anni, pena la perdita del diritto.

### Passaggio dall'ordine religioso al laicato (sec. XVI)

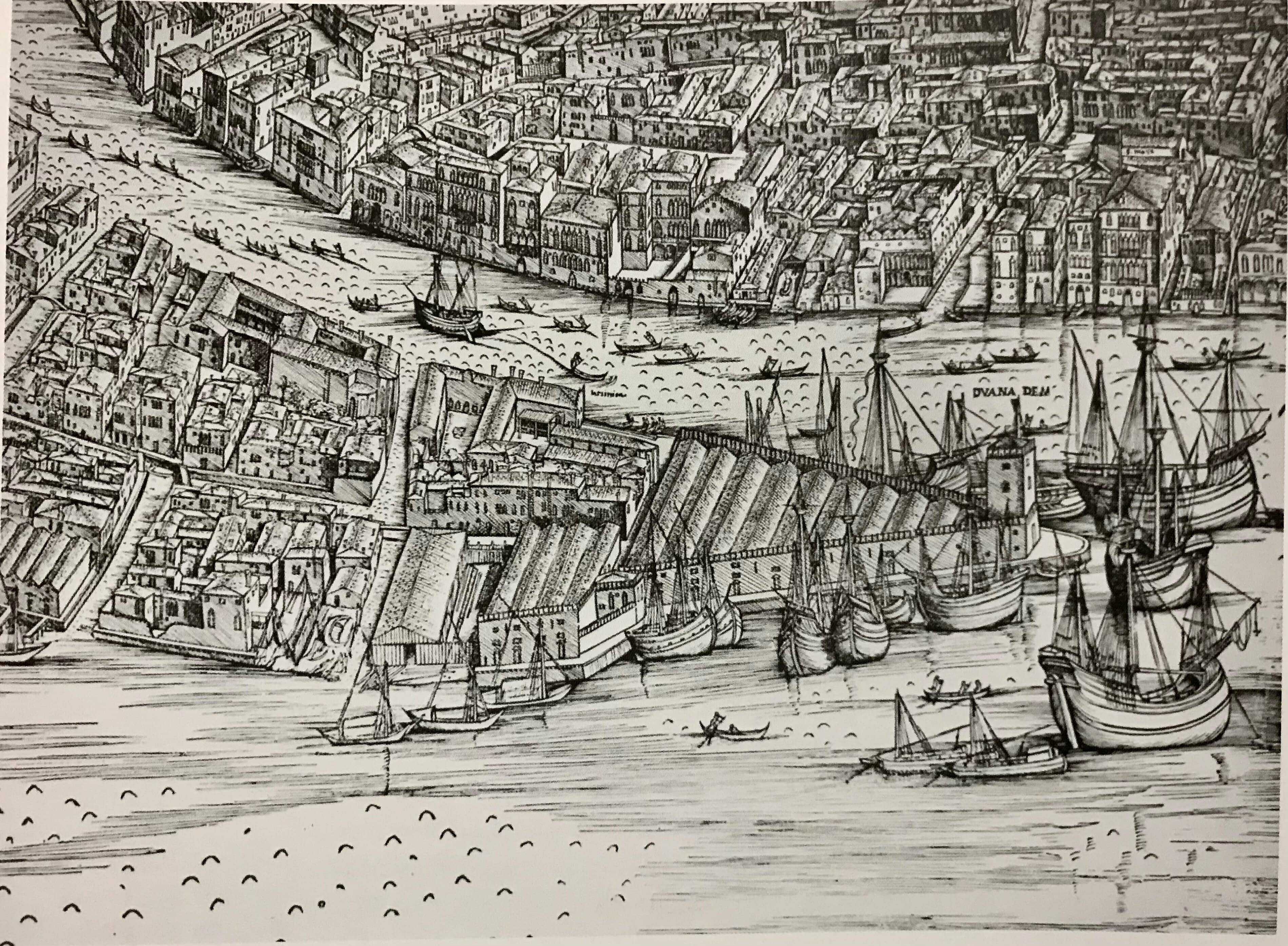
Il sito della Trinità nella carta prospettica di Jacopo de' Barbari (1500)

Nel 1512 il frate teutonico Alberto priore della Trinità morì annegato a Venezia. A questo punto in una seduta del Collegio (Senato) avvenuta il 1º ottobre, il doge Leonardo Loredan lasciò che il papa Giulio II mettesse "questi Lippomani che è so amici" a capo della Trinità. Il priorato della Trinità non era di competenza della Serenissima, di conseguenza il Senato rettificò il 2 ottobre del 1512 la decisione papale e i ricavati dalle rendite passarono alla famiglia dei Lippomano in particolare ad Andrea Lippomano, figlio dell'ex banchiere Girolamo. La situazione venutasi a creare non era stata presa bene dall'ordine Teutonico che inviò per suo conto a Roma il loro provinciale per contestare la decisione del Papa.
A questo punto Roma invitò nel 1514 Andrea Lippomano a comparire davanti al tribunale della Sacra Rota, ma il padre supplicò il Senato veneziano affinché inviasse un oratore in curia per conto della famiglia. L'organo veneziano accettò la causa dei Lippomano e supplicò, a loro volta, che il ricorso dell'ordine Teutonico non fosse accolto, in quanto la decisione fu presa dal Papa, mentre l'area della Santa Trinità apparteneva da sempre alla Serenissima, quindi aveva il diritto di stabilire a chi concederla.
Al tempo della contesa, il pontefice era in guerra con l'imperatore Massimiliano I d'Asburgo, e dunque al papa non conveniva ignorare le suppliche dei veneziani, con i quali si era alleato dopo aver lasciato la lega di Cambrai. Alla fine, l'ordine Teutonico dovette rinunciare al priorato della Trinità e la comparsa di questa importante famiglia nello scenario politico, risulterà importante, non solo per la scuola, ma per tutta la zona dell'isola della Dogana.

#### Famiglia Lippomano alla Trinità

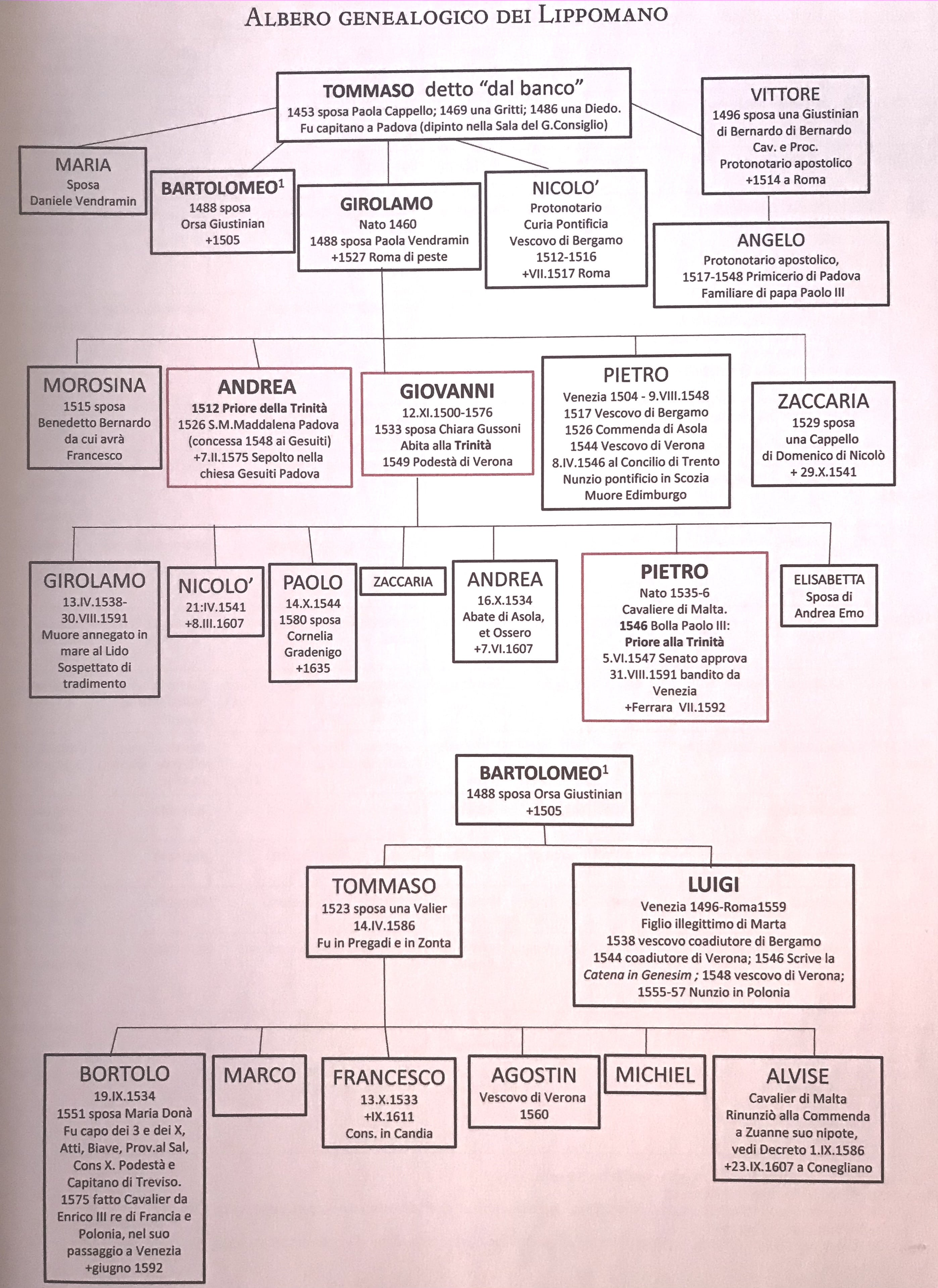
Albero genealogico famiglia Lippomano

La famiglia Lippomano è di origini tedesche. La ritroviamo in un documento del 1060 che cita un certo Scico e Luipomano, "nati ex teotonico genere" che detenevano un terreno della parrocchia di Sant'Aponal dove potevano seppellire i loro morti per aver aiutato a sostenere le spese di restauro della chiesa,  e con l'iscrizione al libro d'Oro nel 1381 per meriti di guerra per aver sostenuto la Serenissima durante la guerra di Chioggia. Nella famiglia Lippomano alcuni divennero mercanti, altri seguirono la carriera politica, altri ancora si indirizzarono alla carriera ecclesiastica.
La figura importante della famiglia Lippomano, si ritrova a metà del Quattrocento, che visse e opera alla Trinità è Tommaso di Niccolò Lippomano, soprannominato "dal banco", il quale era gestore, assieme la moglie Paola Cappello, di una banca. Nel 1480 rimase vedovo della moglie prese in mano l'attività della famiglia Cappello e la cedette al figlio Girolamo Lippomano (1460-1527) che la tenne fino al 1499. Girolamo si sposò con Paola Vendramin del Doge Andrea nel 1488, sebbene le nozze furono molto fortunate, in quanto Paola Vendramin era una donna molto ricca, tuttavia non lo salvarono dal fallimento del banco nel 1499. Nel 1500 Girolamo fu incarcerato per insolvenza, ma grazie all'aiuto della famiglia riuscì a scappare e, con il favore del governo, riuscì anche a saldare tutti i debiti. A questo punto, non avendo più problematiche con i creditori, avviò la sua carriera nella curia pontificia per favorire i suoi figli maschi. Frequentò assiduamente la corte di papa Giulio II e la sua influenza passo anche ai successori: Leone X e Clemente VII.

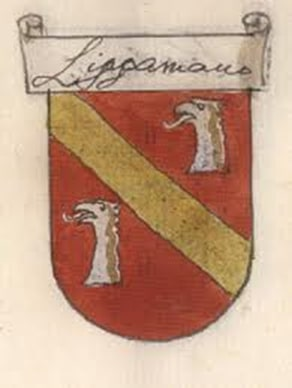
Stemma della famiglia Lippomano

Grazie a Clemente VII riuscì ad assicurare nel 1526 al figlio Andrea anche il monastero di Santa Maria Maddalena a Padova, questo beneficio (detto Lambertarum) era detenuto dall'Ordine Teutonico rimasto vacante dalla morte di "Domino Filippo di Altolapide" avvenuta nel Fiume. Tra il 3 e 4 febbraio del 1500 un incendio devasto il palazzo Lippomano a Santa Fosca costringendo gran parte della famiglia a trasferirsi al priorato della Trinità, e il 1º giugno Girolamo morì di peste a Roma, dopo che fu incarcerato dagli spagnoli con una taglia sopra la sua testa di 3 000 ducati.

### La caduta della famiglia Lippomano e l'avvento dell'ordine dei Somaschi (secc. XVI-XVII)
Il Consiglio dei Dieci il 14 maggio del 1591 deliberò che Girolamo Lippomano, ambasciatore a Costantinopoli, colpevole di aver divulgato segreti di Stato al re Filippo II di Spagna; così la medesima sorte colpì Pietro Lippomano, ultimo priore della Trinità, ritenuto complice del fratello. Così il giorno seguente, la famiglia Lippomano fu bandita dai territori della Serenissima con una taglia di 1 500 ducati, mentre Pietro si dava alla fuga, Girolamo fece ritorno a Venezia, ma il 30 agosto del 1591, inspiegabilmente morì annegato in prossimità del Lido. Il priore trovò rifugio presso Ferrara, ma dopo un anno anche lui morì.
A questo punto rimase libero il posto del priorato della Trinità e fu conteso da l'arciduca Massimiliano (in qualità di gran maestro dell'ordine Teutonico di Prussia) e Andrea Emo con la consorte Elisabetta Lippomano e quest'ultima rivendicava il titolo della Trinità per i propri figli. La contesa si protrasse per due anni tra udienze in curia, lettere e azioni illecite di ogni genere.
Nel momento in cui l'ambasciatore veneziano presso la Santa Sede stava per convincere il papa a cedere il priorato ad Andrea Emo, mentre Massimiliano aveva tra le mani la procura per riprendersi il possesso dei testoni, ecco che il patriarca di Venezia, Lorenzo Priuli, propose l'acquisto della Trinità per il Seminario, che all'epoca era ospitato all'isola di Murano a San Cipriano in gestione proprio ai padri Somaschi.
L'intesa tra papa Clemente VIII e il doge Marino Grimani fu trovata il 30 agosto del 1595 con la firma di un contratto con cui il patriarca si impegnava a pagare per tre anni la somma di 14 000 ducati al gran maestro dell'ordine, quindi i ricavati della rendita diventavano di proprietà del seminario, che però a sua volta doveva versare 3 000 ducati all'arciduca Massimiliano entro l'ottobre del 1595. Oltre a ciò dovevano essere restituiti ai Teutonici tutti i paramenti e gli arredi d'argento della chiesa. Da quel momento in poi la scuola della Trinità dovette ridefinire i rapporti con i Somaschi, infatti era da tempo che quest'ordine cercava casa a Venezia e con l'occasione spostarono il seminario, nel quale già insegnavano, nella zona della Trinità.
I Somaschi occupandosi sempre di più del seminario progettarono di diventare i proprietari dell'area in pianta stabile che fu acquistata nel maggio del 1613 attraverso il capitolo generale di Cremona. Le attività dei padri Somaschi proseguivano indisturbate accanto alla scuola della Trinità fino a che nel 1630 quando il sito fu scelto per erigere la Basilica di Santa Maria della Salute.
Con l'avviamento del cantiere nel 1633 gran parte della chiesa fu abbattuta; fu conservata solo la porzione absidale, mentre il seminario lasciò il convento dei Teutoni e ritornò a Murano in San Cipriano. Al contrario la scuola continuò a rimanere intatta fino al 1652, quando fu completamente demolita e fu costruita un'area magazzinale per stoccare i materiali che sarebbero serviti alla costruzione della basilica della Salute. Nel 1670 i Somaschi chiesero un ampliamento del proprio collegio utilizzando i magazzini del sale e avvalendosi del magazzino rimasto dopo la costruzione della scuola della Trinità. La scuola fu poco alla volta assorbita dal nuovo edificio, tant'è che vi furono continue contese fra gli spazi. Persino le "casette" che la scuola concedeva ai meno abbienti furono demolite a mano a mano che la basilica della Salute veniva costruita e prendeva forma, mentre i padri Somaschi si espandevano nell'area. A questo punto la scuola ebbe l'ultimo "trasloco" tra il 1695 e 1696 e gli arredi e i quadri furono trasferiti a casa del governatore Francesco Mazzaroli, nel giro di un anno quando i locali della scuola furono pronti, e l'arredamento e tutti i dipinti furono ricollocati al suo interno.
Nel corso del Settecento nell'archivio della scuola si registra un lento declino causato probabilmente dalla diminuzione di iscrizioni e conseguentemente delle entrate, ma si continua ad aver massima cura di tutto il patrimonio accumulato duranti gli anni. Tuttavia la tenacia dei confratelli nel custodire il proprio patrimonio artistico non poté nulla contro le soppressioni napoleoniche.

### Dal Collegio dei padri Somaschi al Seminario Patriarcale di Santa Maria della Salute a Venezia (secc. XVIII-XIX)

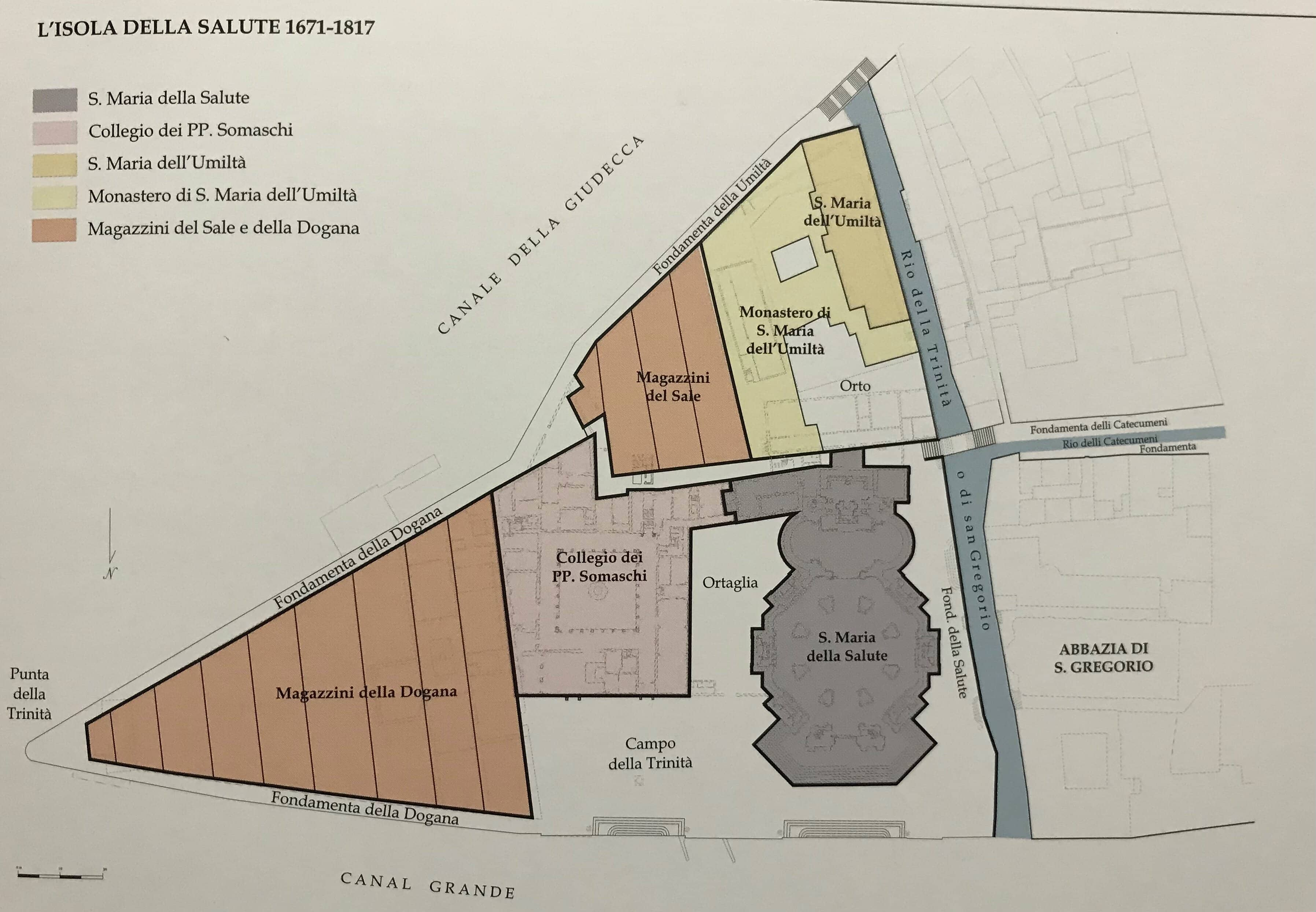
L'isola della Salute tra il 1671 e il 1817: ipotesi restituita

Dopo un secolo le scuole dei padri Somaschi chiusero i battenti. I fattori ipotizzati sono molti, tra cui la prassi dell'insegnamento privato (fortemente osteggiato dai decreti dei Capitoli generali della Congregazione) e l'affidamento dell'Accademia dei nobili nel 1725.
Con l'arrivo dei Francesi in Veneto si accelerò la fine della presenza dell'ordine. In seguito furono trasferiti i beni mobili, tra i quali i codici della biblioteca, in parte trasferiti a Milano (Biblioteca di Brera) e altri nella Biblioteca Marciana, e in parte venduti a librai di queste due città, la Congregazione Somasca venne soppressa nel 1810 e il collegio venne incluso come proprietà del demanio. Il patriarca chiese, attraverso cospicue lettere al viceré del Regno d'Italia, Eugenio di Beauharnais di ottenere l'edificio del collegio per destinarlo a nuova residenza personale e al Seminario Patriarcale, ma solamente con la seconda dominazione austriaca nel 1817 questa richiesta fu assolta con una permuta tra il Demanio e la mensa patriarcale che comprendeva il monastero di San Cipriano a Murano, l'ex collegio Somasco e il monastero di Santa Maria dell'Umiltà.

### Il Seminario Patriarcale di Venezia (sec. XIX)
La nuova destinazione provocò modeste opere edilizie realizzate in due diverse fasi iniziali: furono avviati e consecutivamente conclusi i lavori diretti da Giovanni Mezzani per la macchina idraulica nel 1817, la demolizione del convento dell'Umiltà e la chiusura del cortile compreso tra il Seminario e la chiesa. Il progetto (che tuttora si può vedere) richiese il parere preventivo dell'Accademia delle Belle Arti e fu risolta conseguentemente dallo stesso Mezzani attraverso un muro che riprendeva i pilastri il bugnato del basamento delle due costruzioni, quest'ultimo coronati da quattro statue (san Matteo, san Giovanni Battista, san Giovanni Evangelista, e san Marco) opere di Orazio Marinali da Bassano provenienti dall'altare maggiore della chiesa soppressa delle Vergini a Castello e in aggiunta una quinta statua del Cristo Risorto donata dal patriarca Francesco Milesi.

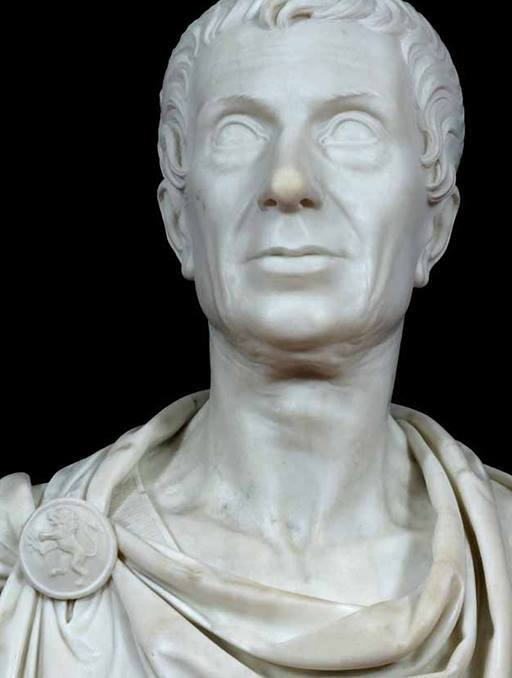
Rinaldo Rinaldi (1793-1873), Ritratto del marchese Federico Manfredini, XIX sec., Scultura in marmo, altezza cm 74, attualmente collocato alla Pinacoteca Manfrediniana a Venezia

Una seconda fase di lavori di ristrutturazione riguardò gli ex magazzini del sale con l'approvazione dell'arciduca nel 1821; vennero abbattuti e fu costruito su progetto di Alberto Parolini da Bassano un giardino suddiviso in cortili per la ricreazione degli studenti e chiuso verso il canale della Giudecca con un muro di confine. Per favorire l'accesso al giardino furono aperte due grandi finestre e costruita una piccola scala monumentale esterna. Durante il 1829 il Seminario accettò il lascito del "marchese Federico Manfredini secondo testamento cogitato l'anno precedente". Conseguentemente con la creazione nel primo piano di una Pinacoteca che colleziona le opere del marchese, poco conosciuta, ma di eccezionale valore storico e pittorico, in alcuni locali del primo piano, mentre lungo il portico si disposero le lapidi provenienti dalle chiese demolite, raccolte nel corso degli anni da Cicogna, da padre Moschini, da padre Micanzio e da Cristoforo Quadrio.
Tra il 1842 e 1843 ci fu un aumento di studenti del Seminario ospitati nel palazzo obbligando alla costruzione di nuove camere, edificando una nuova ala attraverso un prolungamento dell'edificio già esistente. Si volle una propaggine di quella esistente con la costruzione di un terzo piano al di sopra della sagrestia della chiesa di Santa Maria della Salute. A questi lavori si aggiunsero la creazione di un osservatorio meteorologico con l'instaurazione di una specola alta circa 11 metri che accoglieva due stanze e una cupola girevole per usi astronomici.
Nel corso del Novecento si avviarono dei lavori di ristrutturazione e ammodernamento generali (luce elettrica, servizi e arredamento); nel 1909 fu celebrato il nuovo allestimento alla Pinacoteca Manfrediniana e del Museo del Lapidario e nel 1914 avviate le cinque nuove sale ginnasiali.

### La pinacoteca Manfrediniana (secc. XX-XXI)

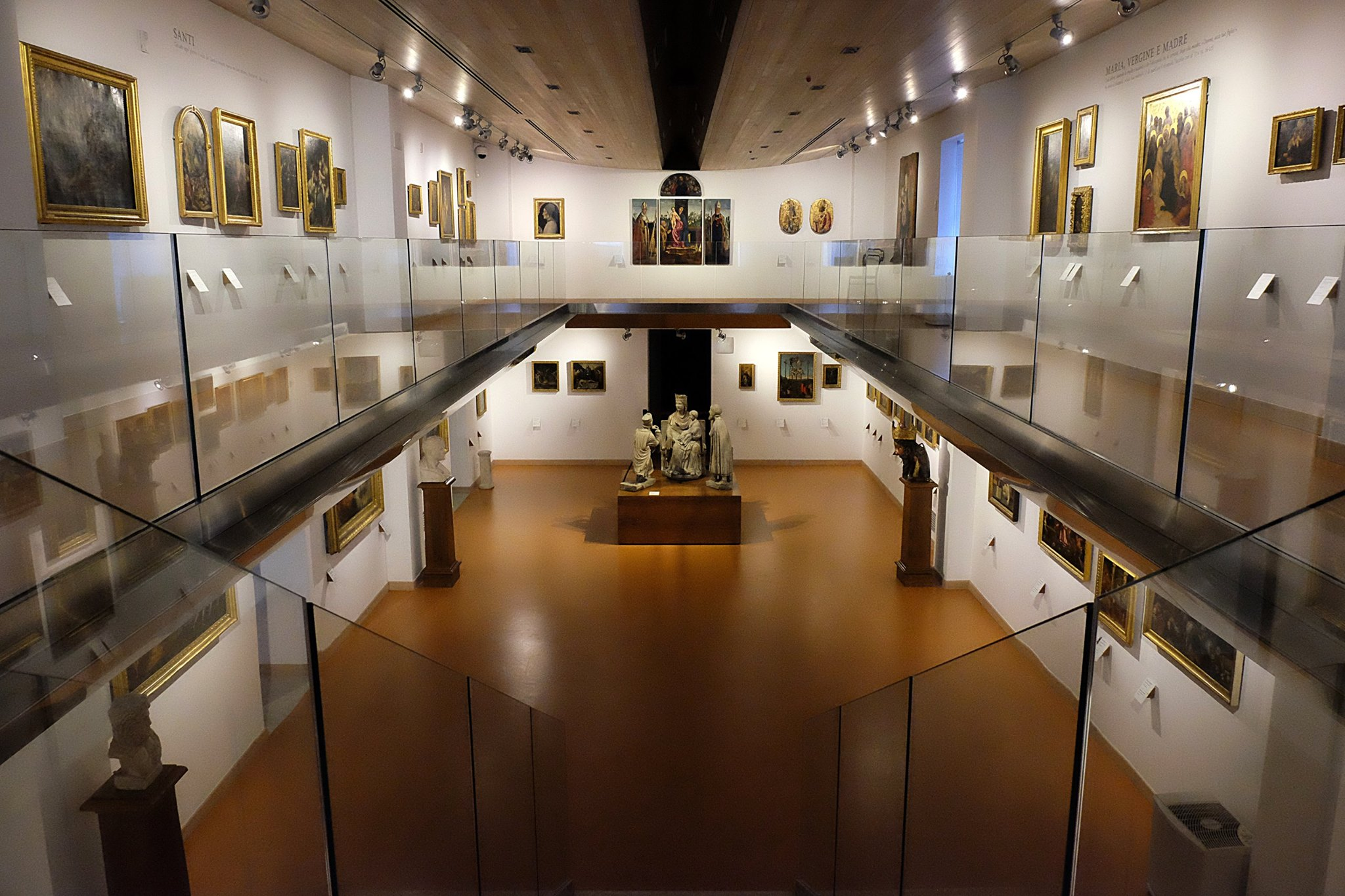
Sale della Pinacoteca Manfrediniana all'interno del Seminario patriarcale di Venezia

Dal 1817 il Seminario patriarcale ha sede nell'edificio eretto su progetto del Longhena a partire dal 1670. Dopo alcuni necessari lavori, il Seminario poté aprire il nuovo anno accademico già dal 4 novembre 1818. Da allora, per cura dei patriarchi, dei sacerdoti, di illustri cittadini e soprattutto del canonico Giannantonio Moschini (che aveva lasciato la congregazione somasca per entrare nel clero secolare) il patrimonio artistico custodito nel Seminario subì un notevole incremento. Nel 1829 il Seminario accolse anche il lascito del marchese Federico Manfredini, che gli affidava in perpetuo la sua Pinacoteca a patto che non ne alienasse alcun pezzo, pena la perdita totale della stessa.
I lavori di allestimento della "Pinacoteca Manfrediniana" furono avviati in alcuni locali del primo piano già nel 1830, mentre il Lapidario trovava posto nel chiostro. Si ricostruì anche il patrimonio librario.
Nel 1950 in poi, le singole opere furono in diverse circostanze reste oggetto di studio e talora esibite nelle esposizioni nazionali e internazionali. Dagli anni sessanta in avanti, ulteriori lavori di riordino delle funzioni degli spazi per la comunità seminarista, nonché ragioni di conservazione hanno reso opportuno ricollocare le opere del Museo in locali esterni, lasciando sulle pareti solo le lastre tombali e le iscrizioni.
Dal 2014 la Pinacoteca Manfrediniana è aperta al pubblico al piano terra con locali ammodernati, le sue opere sono presentate nella mostra permanente "Aprirono i loro scrigni".